# Cimetière général de Beauvais

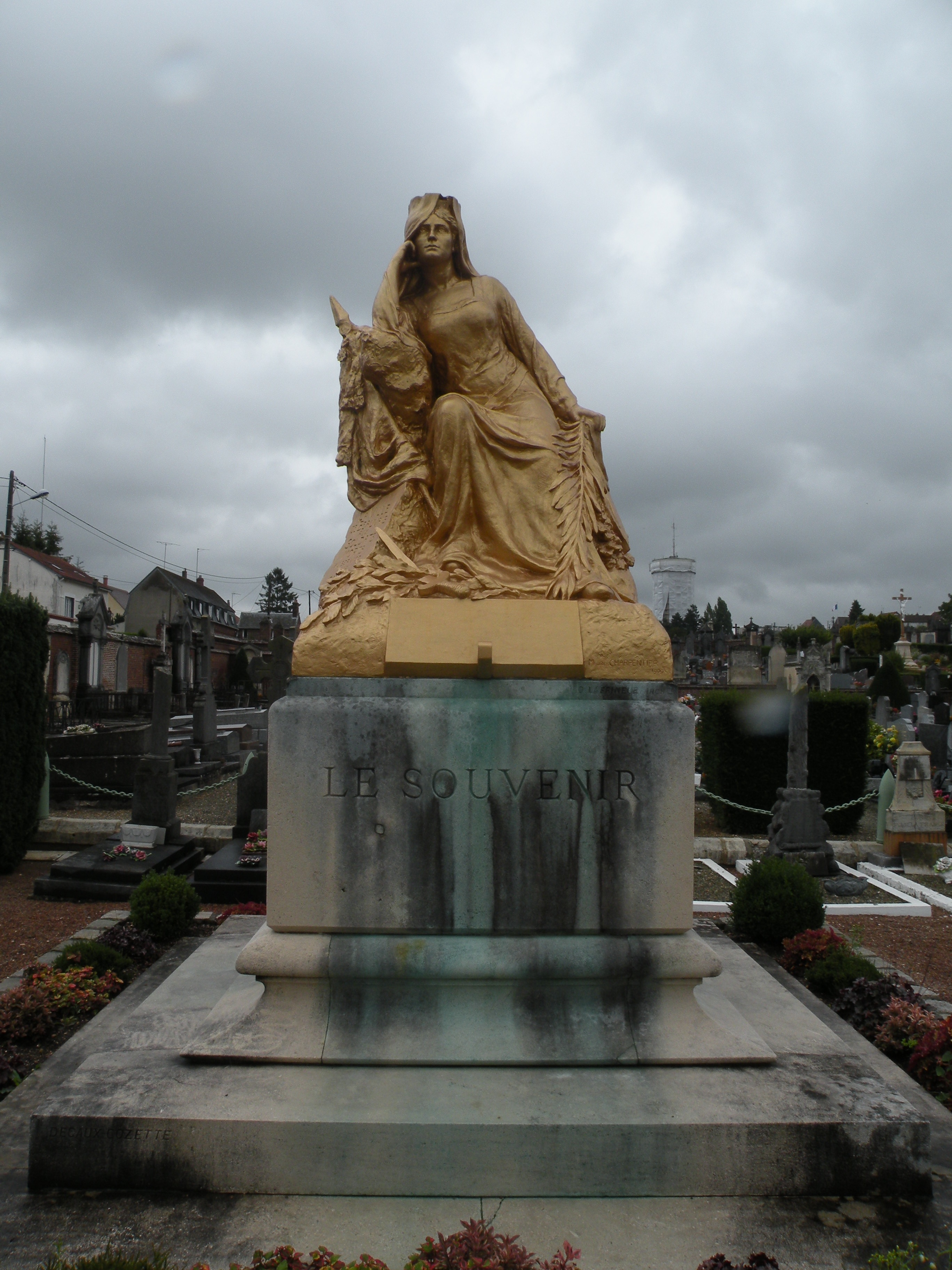
Statue du monument aux morts.

Le  cimetière général est le cimetière communal le plus important de la ville de Beauvais dans le département de l'Oise en France. Il se trouve rue de Calais.

## Histoire et description

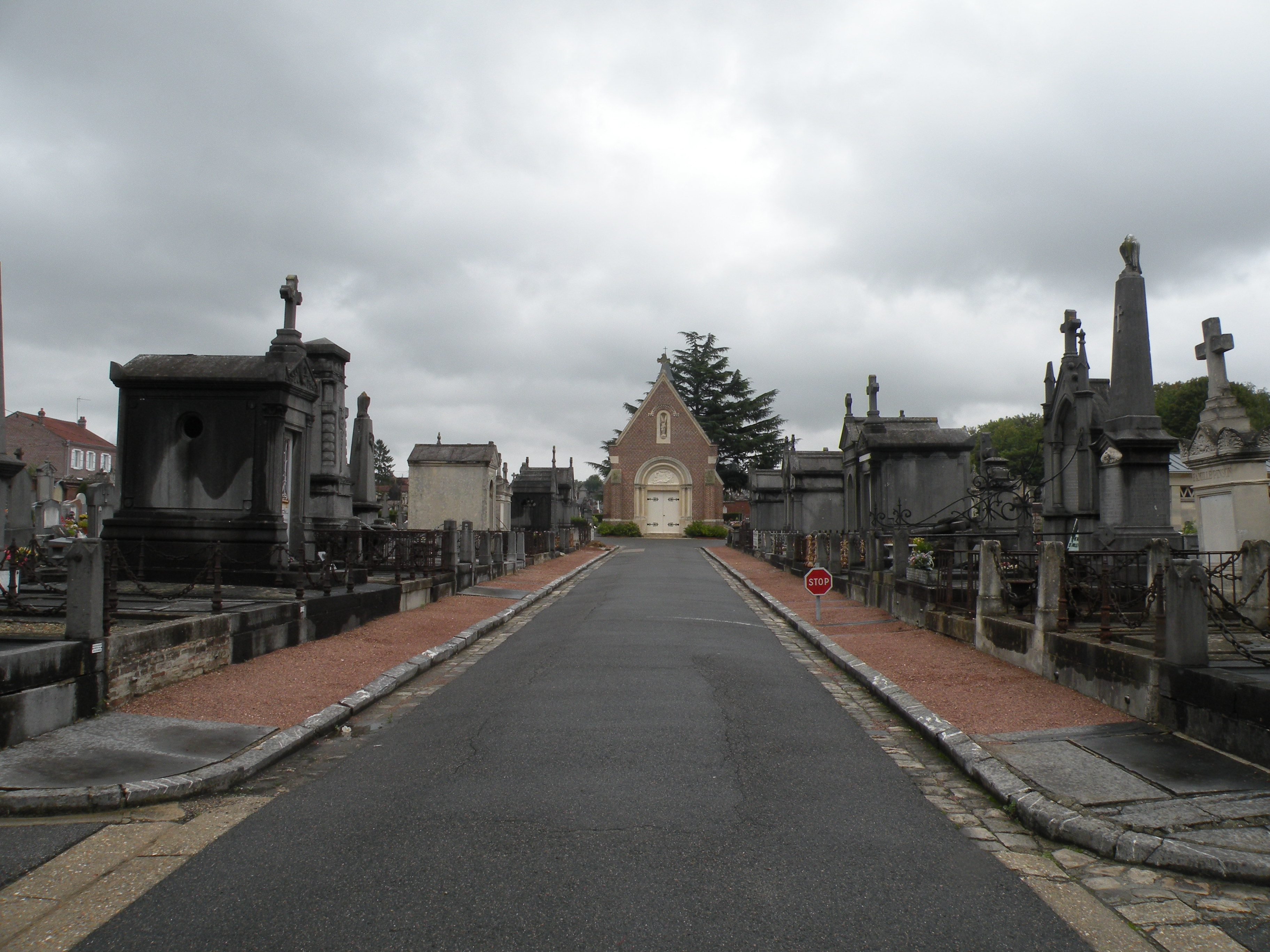
Vue du cimetière avec la chapelle au fond.

Le cimetière général de Beauvais a ouvert en 1791 à l'emplacement de la propriété de l'ancien couvent des Capucins fondé en 1603 et dispersé par la Révolution. Il offre une perspective sur la cathédrale de Beauvais au loin. Ce cimetière très dense n'est absolument pas végétalisé, sauf quelques haies taillées dans la partie contemporaine. Il présente beaucoup de sépultures intéressantes d'un point de vue patrimonial dans sa partie ancienne, dont certaines comme le lit mortuaire de Mme Koch sont surprenantes. Les ornements, bas-reliefs, bustes (celui par exemple du Dr Piedecoq, du Dr Gérard, du Dr Le Vaillant du Buisson, d'Antonin Lefort, famille Lesage-Gourdin avec pleureuse, etc.) et statues y sont nombreux et les chapelles familiales sont pour un grand nombre d'entre elles imposantes. Une haute croix de calvaire domine la place centrale où sont inhumés les ecclésiastiques de Beauvais. La statue du souvenir orne le monument aux morts. Le cimetière possède une grande chapelle de briques de style néoroman et plusieurs parcelles militaires.

## Personnalités inhumées
- Guy Amiot d'Inville (1918-2002), officier de la Seconde Guerre mondiale
- Général Charles-Henri de Belgrand de Vaubois (1748-1839), militaire de la Grande Armée, sénateur, comte d'Empire, puis pair de France
- Fidélie Bordez (1871-1949), architecte
- Michel Commelin (1909-2012), homme politique local du parti RPR
- Jean-Baptiste Léon Cousteaux (1814-1881), architecte (sépulture néogothique)
- Général baron Jacques François Delachaize (1743-1823), officier de l'armée napoléonienne, préfet
- Cyprien Desgroux (1854-1927), maire de Beauvais, député
- Albert Desjardins (1838-1897), historien, député de l'Oise et ancien sous-secrétaire d'État.
- Louis Graves (1791-1857), botaniste et géologue
- Famille Greber, industriels céramistes, dont Charles Greber (1853-1935) (deux bustes et tympan en bas-relief du Christ sur fond de soleil en céramiques)
- Robert Sené (1907-1998), résistant, maire de Beauvais, sénateur de l'Oise
- Auguste Lucien Vérité (1806-1887), horloger inventeur de l'horloge astronomique de la cathédrale de Beauvais